# Systeem Petra Sancta

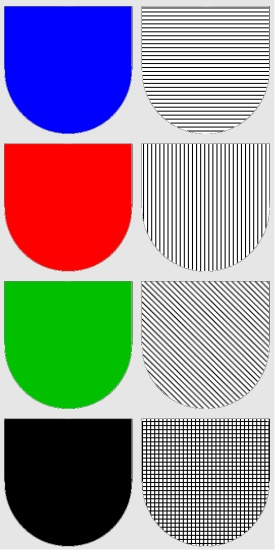
Schilden in de vier heraldische kleuren gearceerd zoals Petra Sancta dat voorstond.

Het meestgebruikte systeem om op zwart-witte afbeeldingen de kleuren van een wapen aan te duiden wordt naar de vermoedelijke auteur Silvester Petra Sancta het systeem (van) Petra Sancta genoemd.
De arceringen en kleuren zijn in het artikel heraldiek beschreven.